# 刘诗诗
刘诗诗（1987年3月10日—），本名刘诗施，回族，籍贯北京，中国大陸女演员，毕业于北京舞蹈学院芭蕾舞系02级本科班。2004年16岁时因出演电视剧《月影风荷》踏足入演艺圈。2007年正式签约经纪公司，先后出演《射雕英雄传》、《仙剑奇侠传三》、《天涯织女》、《怪侠一枝梅》等多部电视剧。2011年因主演《步步惊心》走红。之后她开始进军大银幕，拍摄了《不二神探》、《回到爱开始的地方》、《绣春刀》、《深夜前的五分钟》、《心理罪之城市之光》等电影作品。

## 經歷
刘诗诗出生于北京市宣武区（已并入西城区）的一个曲艺之家。由于母亲喜欢芭蕾，刘诗诗六岁时便开始在中央芭蕾舞团业余舞蹈学校学习芭蕾，小学四年级时考上北京艺术学校（现北京戏曲艺术职业学院），开始接受专业的舞蹈训练，并开始了住校生活。2002年，结束了五年的中专学习后，年仅十五岁的她顺利考入北京舞蹈学院芭蕾舞系。由于身体条件所限，她逐渐放弃了成为芭蕾舞者的梦想，打算在毕业后成为一名芭蕾舞老师。
刘诗诗首次接触演藝圈是在2004年，她以芭蕾舞演员的身份参演了著名演员邵兵的MV作品《落花之夜 （页面存档备份，存于）》。同年10月，她在面试现场看热闹时被意外选中，接拍了自己的第一部电视剧《月影风荷》，由此正式進入演藝圈。
2005年，早在三年前就曾看中刘诗诗的唐人影视总裁蔡艺侬再度联系上她，随后刘诗诗与唐人影视合作了《少年杨家将》、《聊斋奇女子》等古装剧，开始崭露头角。并于2007年正式签约唐人。
2010年底，与霍建华联袂主演的古装武侠剧《怪侠一枝梅》上星播出，她在剧中饰演了个性爽朗、酷帅傲气的燕三娘，该剧播出后各大视频网站点击率排名第一，尤其劉詩詩在劇中的打戲行雲流水，令不少觀眾感嘆「這就是武俠女主該有的樣子」。同年接拍了电视剧《步步惊心》，随着该剧于2011年9月在湖南卫视的热播，作为女主角的她迅速蹿红，成为当年最炙手可热的新生代女星之一。凭借这部代表作，刘诗诗获得第十八届上海电视节白玉兰奖“最佳女演员”提名和观众票选“最具人气女演员”奖。
2012年，刘诗诗因在电视剧《轩辕剑之天之痕》中出演女主角挞拔玉儿再度人气高涨，被票选为第九届中国金鹰电视艺术节“金鹰女神”。与此同时她开始进军大银幕，先后主演了《伤心童话》、《不二神探》、《回到爱开始的地方》等多部电影。
2013年初，《南都娱乐周刊》将其与Angelababy、杨幂、倪妮一同评为新生代“四小花旦”。
2016年2月13日，刘诗诗主演的电视剧《女医明妃传》在东方卫视、江苏卫视上星播出，该剧收视率长期占据榜首并持续走高，最终以平均收视双台破一，最高收视破二的成绩圆满收官，暌违荧屏一年的刘诗诗回归大众视线，并凭借在该剧获2016年上海电视剧制播年会暨首届中国电视剧品质盛典“年度最具影响力演员”奖。同年她与唐人影视合约到期离开公司，以个人工作室形式继续事业。
《流金歲月》2020年12月28在中央電視台電視劇頻道首播，是由劉詩詩、倪妮領銜主演的都市女性成長勵志劇。該劇根據作家亦舒的同名小説改編而來，講述了家境不同、性格不同，但從校園時期就擁有少女友誼的蔣南孫與朱鎖鎖，一同經歷親情、愛情、職場、婚姻的種種考驗，仍舊互相扶持，同甘共苦的故事。入選2021中國電視劇發展報告“青年觀眾喜愛的2021年度十大國產劇榜單，在影視平台上的總播放量高達52億的成績。
2023年和劉宇寧共同主演的原創古裝傳奇劇《一念關山》正式撥出，該劇講述了以任如意、寧遠舟爲首的熱血小分隊，從梧都前往安都，一路披荊斬棘、並肩作戰，最終換得天下太平、草木長青的傳奇冒險故事。2024年1月28日更在浙江衛視上星播出。2024年，該劇榮獲2023微博之夜年度劇集、2023年第四季度優秀網絡視聽作品和2024首制協年會推優名單。

## 家庭
祖父刘田利籍贯山东省无棣县，是西河大鼓表演艺术家，被誉为“鼓界泰斗”。
父母两人都曾是工厂工人，后刘诗诗的母亲因健康原因内部退养，而父亲则下海经商。
丈夫为台灣男演员吴奇隆。两人在2010年底因合作拍摄电视剧《步步惊心》而相识。2013年11月13日凌晨，吴奇隆在微博上公开承认恋情，刘诗诗随后回应。2015年1月20日两人正式领证结婚，於2016年3月20日在峇里島酒店舉行婚禮。2019年，長子在台灣出生。

## 演出作品

### 电视剧
| 首播年份 | 剧名             | 角色             | 备注        |
| 2006年   | 月影风荷         | 叶风荷/严绣莲    | 2004年拍攝  |
| 2006年   | 飞花如蝶         | 棋儿             |             |
| 2006年   | 少年杨家将       | 罗氏女           |             |
| 2007年   | 聊斋奇女子       | 辛十四娘         |             |
| 2008年   | 射雕英雄传       | 穆念慈           |             |
| 2009年   | 仙剑奇侠传三     | 龙葵             |             |
| 2009年   | 倚天屠龙记       | 黄衫女子         | 客串        |
| 2010年   | 白蛇后传         | 尹双双           |             |
| 2010年   | 天涯织女         | 赵嘉仪           |             |
| 2010年   | 怪侠一枝梅       | 燕三娘           |             |
| 2011年   | 步步惊心         | 马尔泰·若曦/张晓 |             |
| 2012年   | 轩辕剑之天之痕   | 拓拔玉儿         |             |
| 2013年   | 精忠岳飞         | 高杨氏           | 客串        |
| 2014年   | 步步惊情         | 张晓/蓝兰/秦雨貞 |             |
| 2014年   | 犀利仁师         | 路云霏           |             |
| 2014年   | 风中奇缘         | 莘月/瑾瑜        |             |
| 2016年   | 女医·明妃传      | 譚允贤（杭皇后） |             |
| 2016年   | 那年青春我们正好 | 刘婷             |             |
| 2017年   | 黎明决战         | 宋红菱           |             |
| 2017年   | 天使的幸福       | 李晓涵           | 2011年拍攝  |
| 2017年   | 醉玲珑           | 凤卿尘/文清      |             |
| 2019年   | 如果可以这样爱   | 白考儿           | 2015年拍攝  |
| 2020年   | 亲爱的自己       | 李思雨           |             |
| 2020年   | 流金岁月         | 蒋南孙           |             |
| 2023年   | 一念关山         | 任如意/任辛      |             |
| 2024年   | 狐妖小红娘月红篇 | 東方淮竹         | 网络剧 客串 |
| 2025年   | 掌心             | 叶平安/顾清      |             |
| 2025年   | 淮水竹亭         | 東方淮竹         | 网络剧      |
| 待播     | 醉梦             | 沈乐水           | 网络剧      |

### 電影
| 上映日期       | 電影名               | 角色      | 備注     |
| 2007年1月17日  | 陸小鳳傳奇之大金鵬王 | 孫秀青    | 電視電影 |
| 2007年1月30日  | 陸小鳳傳奇之決戰前後 | 孫秀青    | 電視電影 |
| 2012年3月31日  | 下一個奇跡           | 李佳怡    |          |
| 2012年9月14日  | 傷心童話             | 楊佳      |          |
| 2013年6月21日  | 不二神探             | 劉金水    |          |
| 2013年8月23日  | 回到愛開始的地方     | 紀雅清    |          |
| 2014年8月7日   | 繡春刀               | 周妙彤    |          |
| 2014年10月23日 | 深夜前的五分鐘       | 若藍/如玫 |          |
| 2017年12月22日 | 心理罪之城市之光     | 米楠      |          |
| 2021年7月1日   | 1921                 | 宋慶齡    | 客串     |
| 待上映         | 惊蛰无声             |           |          |

### 微电影／网络剧
| 上映年份   | 片名       | 角色           | 备注                         |
| 2009年10月 | 梦幻诛仙   | 末离/柳潇潇/珍 | 网络游戏《梦幻诛仙》宣传片   |
| 2011年9月  | 梦回鹿鼎记 | 索菲亚         | 网络游戏《鹿鼎记》主题微电影 |
| 2012年5月  | 肌缘巧合   | 姚冰冰         | 薇姿网络剧                   |
| 2013年1月  | 戏梦       | 大明星         | 第三届CCTV网络春晚微电影     |

### 单曲
- 2011年，《等你的季节》（电视剧《步步惊心》插曲）
- 2016年，《手牵手》
- 2017年，《何者般若》（电影《心理罪之城市之光》片尾主题曲）
- 2025年，《半命题之爱》（电视剧《淮水竹亭》插曲）

### MV
- 2004年，邵兵《风最冷的时候》《落花之夜》（专辑《兵临城下》）
- 2008年，胡歌《去爱吧》（专辑《出发》）
- 2009年，陈龙《爱得剩我一个人》（电视剧《侬本多情》插曲）
- 2016年，吳奇隆&劉詩詩《手牽手》

## 奖项
| 年份   | 獎項 |
| ------ | --- |
| 2011年 | - 10月25日，光线传媒“影视风云榜”2011新势力盛典“最受媒体关注演员” - 10月26日，2011秋季搜狐视频电视剧盛典“最具网络人气女演员”、“最佳荧幕情侣”（同吴奇隆） - 10月29日，第二届中国大学生电视节“最受大学生喜爱电视剧女演员” - 11月2日，第六届中国（浙江）电视观众节“观众最喜爱的十大演员”第一名 - 11月15日，2011南宁电视观众节“最受观众欢迎女演员” - 12月11日，2011时尚先生盛典“年度人气女艺人” - 12月14日，2011土豆网视频营销盛典“年度最受欢迎演员” - 12月15日，优酷大剧盛典“最具收视号召力女演员” - 12月23日，安徽卫视2011国剧盛典“年度媒体特别推荐大奖” |
| 2012年 | - 1月11日，2011搜狐视频电视剧盛典“最佳荧幕情侣”（同吴奇隆） - 1月12日，第六届腾讯网星光大典“内地年度电视女演员” - 5月5日，越南第五届DMA（DienAnh.Net Movie Adwards）颁奖典礼“中国最受欢迎女演员” - 6月15日，第十八届上海电视节观众票选“最具人气女演员” - 9月7日，第九届中国金鹰电视艺术节“金鹰女神” - 10月9日，第三届乐视影视盛典“最具商业价值电视剧女演员” - 12月10日，第八届华鼎奖中国电视剧满意度调查发布盛典“最受媒体欢迎女演员” - 12月14日，安徽卫视2012国剧盛典“年度最具人气女演员”                                                             |
| 2013年 | - 11月8日，2013BQ红人榜“年度最具影响力红人” - 12月22日，2013百度沸点“最受欢迎女演员” |
| 2014年 | - 1月15日，新浪2013微博之夜“微博年度女神”、“微博女王” - 10月4日，第十九届韩国釜山国际电影节“亚洲明星大奖”之“亚洲之星” - 12月17日，安徽卫视2014国剧盛典“最具商业价值女演员” |
| 2015年 | - 獲邀入驻武汉杜莎夫人蜡像馆 - 11月19日，百度MOMENTS营销盛典“最具价值女艺人” |
| 2016年 | - 3月8日，上海电视剧制播年会暨首届中国电视剧品质盛典“年度最具影响力演员” |
| 2017年 | - 2月27日，第2届中国电视剧品质盛典年度影响力剧星 |
| 2018年 | - 1月18日，新浪微博之夜微博年度女神 |
| 2023年 | - 3月25日，2022微博之夜“微博年度质感演员奖” - 12月5日，2023微博视界大会“年度質感演员” |
| 2024年 | - 1月13日，2023微博之夜微博“年度号召力演员” - 1月24日，新京报2023年度剧集／演员榜“年度突破女演员”《一念关山》 - 12月7日，2024爱奇艺尖叫之夜“尖叫女演员”《一念关山》 |